# Lubomir Burda
Lubomir Burda ist ein ehemaliger tschechoslowakischer Radrennfahrer.

## Sportliche Laufbahn
Burda gewann 1984 die Tour de Bohemia vor Hardy Gröger aus der DDR. 1985 wurde er Zweiter im Grand Prix François Faber hinter Raoul Fahlin aus Schweden und holte einen Etappensieg. 1983 wurde er beim Sieg von Kurt Zellhofer Dritter der Österreich-Rundfahrt. In diesem Etappenrennen kam er 1984 ebenfalls auf den 3. Platz. In der DDR-Rundfahrt 1984 wurde er 7. der Gesamtwertung und damit bester ausländischer Fahrer. Im Tribüne Bergpreis 1984 in der DDR wurde er Dritter.